# Верьер (Канталь)
Верье́р (фр. и окс. Veyrières) — коммуна во Франции, находится в регионе Овернь. Департамент — Канталь. Входит в состав кантона Сень. Округ коммуны — Морьяк.
Код INSEE коммуны — 15254.
Коммуна расположена приблизительно в 400 км к югу от Парижа, в 75 км юго-западнее Клермон-Феррана, в 50 км к северу от Орийака.

## Население
Население коммуны на 2008 год составляло 123 человека.
| 1962 | 1968 | 1975 | 1982 | 1990 | 1999 | 2008 |
| ---- | ---- | ---- | ---- | ---- | ---- | ---- |
| 225  | 228  | 200  | 147  | 136  | 116  | 123  |

## Администрация
| Период | Период | Фамилия         | Партия | Примечания |
| ------ | ------ | --------------- | ------ | ---------- |
| 2001   | 2008   | Робер Сальвари  |        |            |
| 2008   |        | Катрин Мезоннёв |        |            |

## Экономика
В 2007 году среди 82 человек в трудоспособном возрасте (15—64 лет) 54 были экономически активными, 28 — неактивными (показатель активности — 65,9 %, в 1999 году было 87,0 %). Из 54 активных работали 47 человек (29 мужчин и 18 женщин), безработных было 7 (5 мужчин и 2 женщины). Среди 28 неактивных 5 человек были учениками или студентами, 15 — пенсионерами, 8 были неактивными по другим причинам.